# В-2
В-2 — советский V-образный 12-цилиндровый четырёхтактный быстроходный дизельный танковый двигатель водяного охлаждения с непосредственным впрыском (12Ч15/18).

## Обозначение
Буквенные индексы для машиностроительных производств, введённые правительством СССР в 1930-х годах, стали использоваться в наименовании изделий, разработанных на этих производствах. Индекс «В» был присвоен дизельному цеху Харьковского паровозостроительного завода. Поэтому дизельному двигателю, разработанному и освоенному в этом цехе, было присвоено в 1937 году наименование «В-2». «2» — номер образца, принятого в производство.

## История создания и производства
Является оригинальной разработкой (двигатель БД-2). Разработка была проведена в 1931—1939 годах конструкторским коллективом дизельного отдела Харьковского паровозостроительного завода  сначала под руководством К. Ф. Челпана, а затем, с 1938 года — под руководством Т. П. Чупахина, его заместителя по проектной работе — Я. Е. Вихмана, заместителя по опытно-производственной работе — И. Я. Трашутина. В конце XX века большой вклад в создание современных модификаций танкового дизеля В-2 внёс главный конструктор (с 1981 года) головного КБ по двигателям ЧТЗ — В. И. Бутов  .
Одновременно с В-2 в 1930-х годах создавался авиадизель АН-1 конструктора А. Чаромского рабочим объёмом 61 литр (12Ч 18/20). Оба дизеля были близки по характеру протекания рабочего процесса, по общей компоновке и ряду конструктивных элементов.
Серийное производство В-2 началось 1 сентября 1939 года. Принят на вооружение РККА в том же году в трёх модификациях: В-2 (500 л. с., сухой вес 870 кг), В-2К (600 л. с.) для тяжёлых танков КВ и В-2В (375 л. с.).

## Модификации
К началу Великой Отечественной войны Моторостроительный завод № 75 освоил пять модификаций дизеля:
- В-2 (для лёгкого танка БТ-7М и первых серий среднего Т-34),
- В-2-34 (после модернизации в 1941 году для Т-34),
- В-2К (для тяжёлых танков КВ-1 и КВ-2),
- В-2В (для тягача «Ворошиловец»),
- В-4 (шестицилиндровый рядный для лёгкого танка Т-50).[4].

Также есть сведения о довоенном опытном В-5 мощностью до 700 л. с. и об опытном шестицилиндровом В-3, предшественнике В-4.
Во время войны конструкторами Я. Е. Вихманом и Л. Г. Федотовым для танка ИС был разработан двигатель В-2ИС (520 л. с., опытные варианты были форсированы до 650 л. с.). Одним из его достоинств был электроинерционный стартёр, работавший как от электропривода, так и от рукоятки. Был оставлен и дополнительный воздушный пуск.
Осенью 1943 года в Челябинске началась разработка новых, более совершенных модификаций для тяжёлых танков. Итогом этих работ стал двигатель В-11, послуживший прототипом для всех следующих безнаддувных дизелей В-44, В-54 и других.
Помимо вышеупомянутых серийных были разработаны также несколько опытных модификаций для тяжёлых танков, например, форсированный по оборотам до 700 л. с. В-2СФ и В-2СН с центробежным нагнетателем от авиамотора АМ-38. В-2СН развивал мощность до 850 л. с. и испытывался на танке ИС-3. Впоследствии был доведён и прошёл испытания 750-сильный В-12 с нагнетателем от АМ-38Ф, первый серийный с наддувом.

## Производители
До Великой Отечественной войны производился только на моторостроительном заводе № 75 (филиале Харьковского паровозостроительного завода), подрядчиками выступали ХТЗ, Челябинский тракторный и Кировский (г. Ленинград) заводы.
После начала войны выпускался на Сталинградском тракторном заводе и в Свердловске на заводе № 76. В октябре 1941 года завод № 75 был эвакуирован в Челябинск на площадку ЧТЗ. Туда же переехал Кировский завод. Все они были объединены в огромный Танкоград. Этот завод стал главным производителем В-2 во время войны (около 50 тысяч двигателей, включая двигатели, произведённые в Харькове). Позднее, в 1942 году, выпуск В-2 был освоен и на заводе № 77 в Барнауле.
По состоянию на 2022 год производство модификаций двигателя В-2 продолжается на Челябинском тракторном заводе, Барнаултрансмаше и Уральском дизель-моторном заводе.

## Конструкция

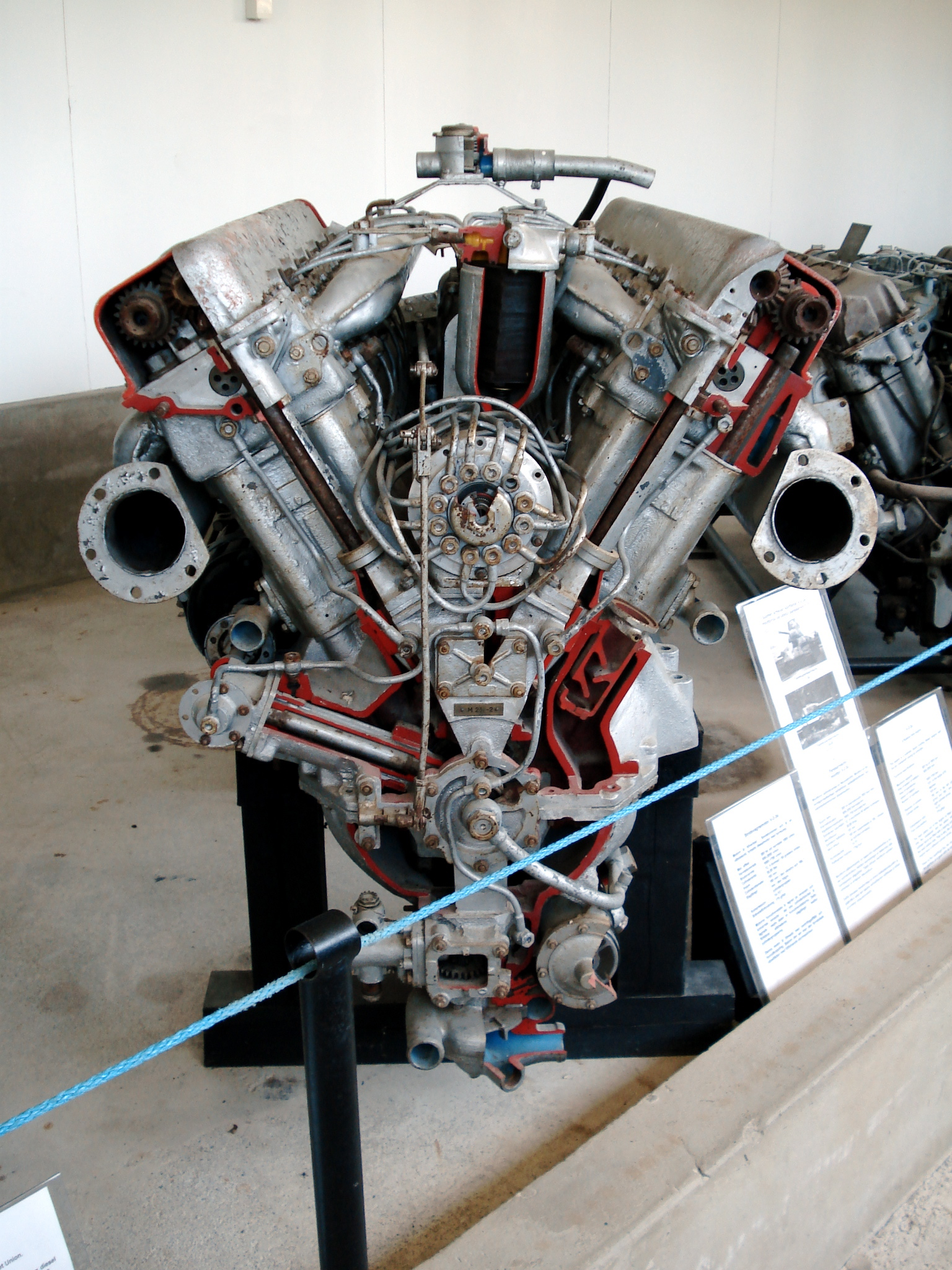
Двигатель В-2-34 в музее в Пароле

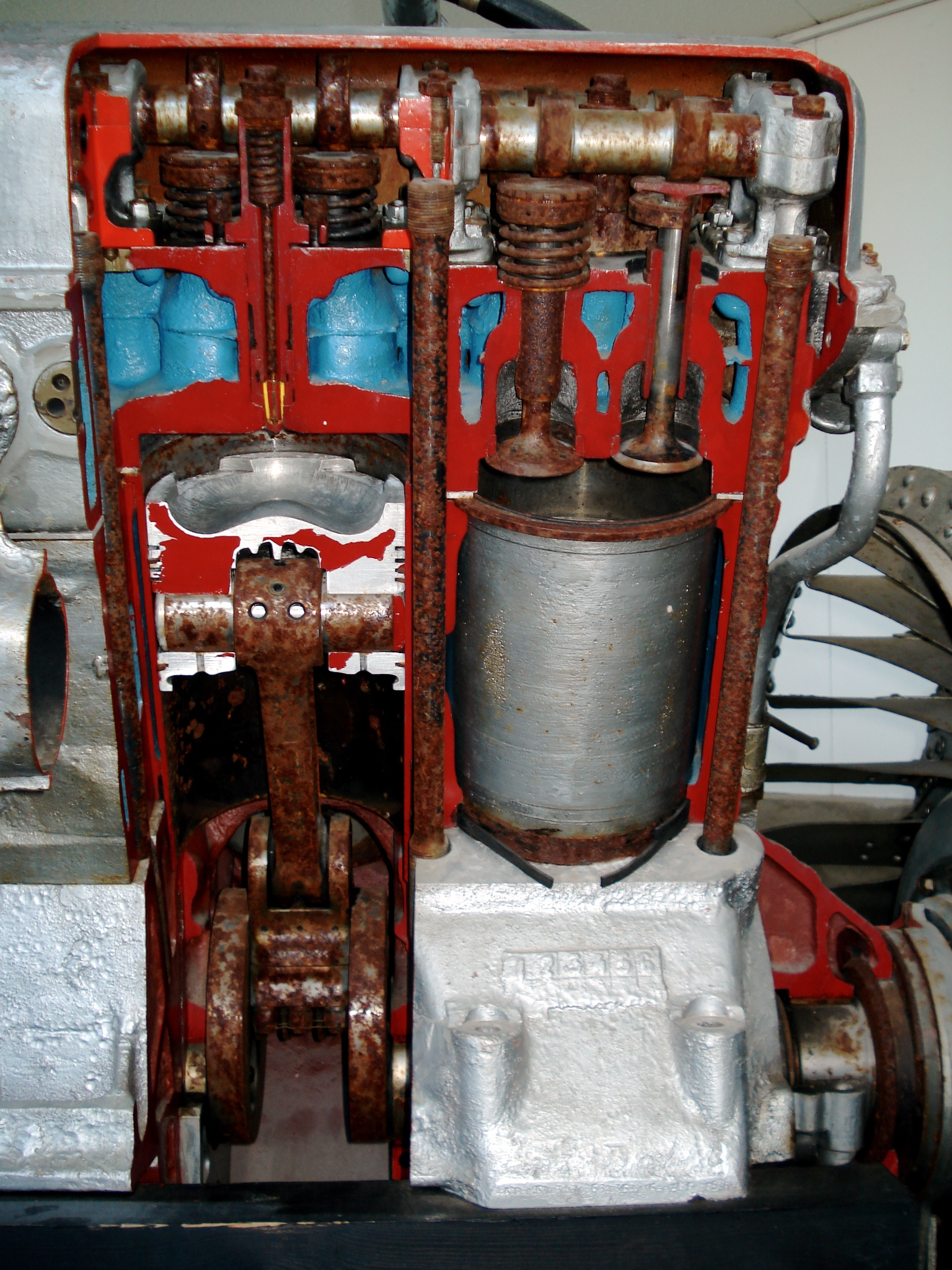
Он же

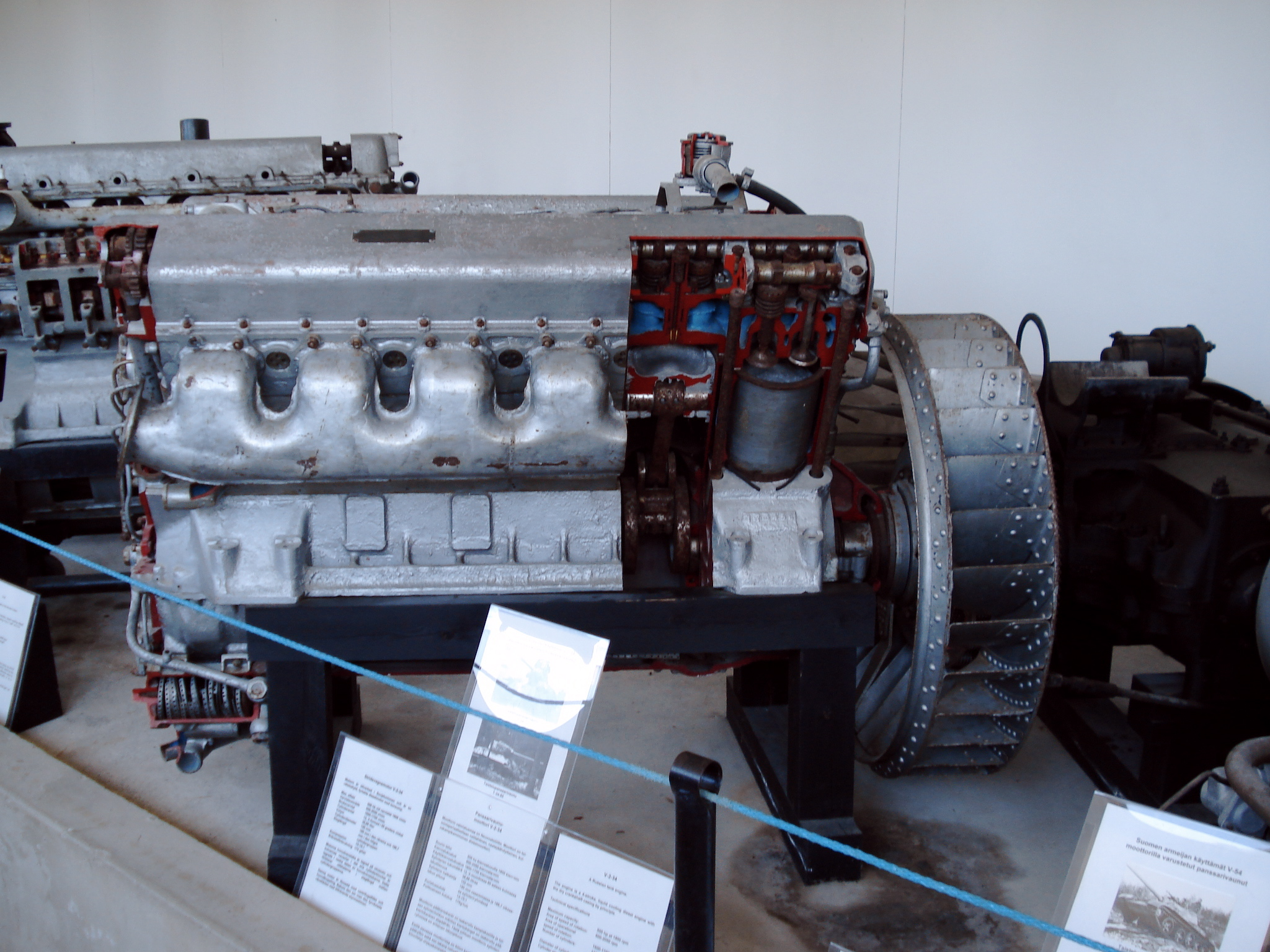
Он же, виден главный фрикцион и КПП

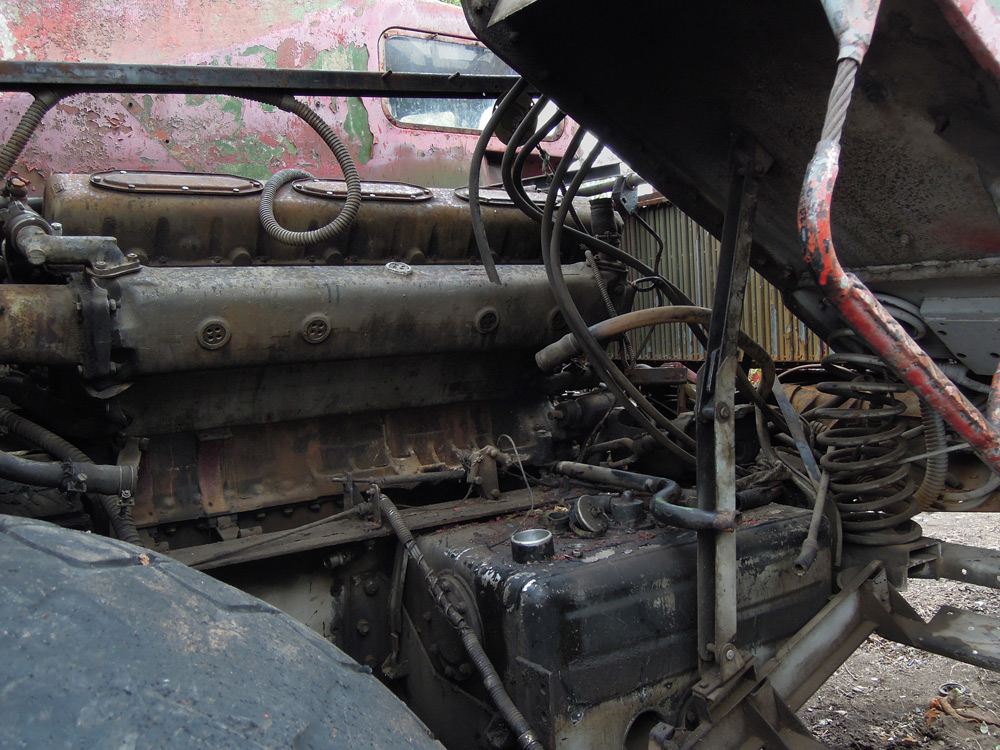
Установка Д12А-525 между кабинами тягача МАЗ-7310

Объём 38,880 л, степень сжатия 14 и 15. Номинальная мощность двигателя составляла 450 л. с. при 1750 об./мин., эксплуатационная — 400 л. с. при 1700 об./мин., максимальная — 500 л. с. при 1800 об./мин. Масса двигателя — около 1000 кг. Диаметр цилиндра 150 мм. Ход поршней левой группы 180 мм, правой — 186,7 мм. Цилиндры располагались V-образно под углом 60°.
Изначально двигатель разрабатывался для применения в авиации — на тяжёлых бомбардировщиках, хотя достаточно быстро авиационный вариант выделился в самостоятельную линейку двигателей. Тем не менее, это обстоятельство определило некоторые конструктивные особенности дизеля, нехарактерные для двигателей сухопутных машин, и обусловило весьма высокое техническое совершенство двигателя. Среди них:
- облегчённая конструкция с широким использованием лёгких сплавов (впрочем, в середине войны из-за недостатка алюминия пришлось на время заменить силумин чугуном);
- верхнее расположение распределительных валов, по два в каждой головке двигателя (DOHC);
- 4 клапана на цилиндр;
- сухой картер;
- непосредственный впрыск топлива, струйное смесеобразование;
- привод всех агрегатов и систем двигателя посредством конических зубчатых передач и промежуточных наклонных валов;
- использование стальных шпилек в качестве основного силового элемента для стягивания головки, блока цилиндров и картера.

Однако довести мощность до требований авиаторов (1000—1500 л. с.) даже путём применения наддува не удалось, поэтому для авиации был выбран двигатель АН-1 с большим рабочим объемом, а конструкция двигателя В-2 была откорректирована для установки на танки. Однако упрощать двигатель не стали, так как большинство его сложных деталей уже были запущены в серийное производство.

## Семейство двигателя В-2
Двигатель В-2 является родоначальником целого семейства быстроходных дизелей. Кроме 12-цилиндровых серийных модификаций В-2 (В-2К и В-2В) до войны была также освоена и «половинка» от двенадцатицилиндрового дизеля под обозначением В-3 для опытного танка БТ-5 «дизельный» или БТ-5М, и тяжёлого тягача «Ворошиловец», но её история сложилась не очень удачно, мощности 300 л. с. оказалось недостаточно и дизельные машины с В-3 не удовлетворили военных.
Более удачным оказался улучшенный вариант В-3 под обозначением В-4, устанавливавшийся на малосерийный лёгкий танк Т-50.
В 1950-х годах был создан шестицилиндровый двигатель В-6 для лёгкой гусеничной техники — такой, как танк ПТ-76, БТР-50П, шасси ЗСУ-23-3 «Шилка» или ЗРК «Куб» и тягач ГТ-Т. В 1960-е гг. на них внедрялись усовершенствования наподобие более мощных генераторов, улучшенной поршневой группы, доработанной для работы на бензине и керосине топливной системы и т. п. Выпущенные за время Холодной войны двигатели семейства продолжают использоваться и поныне.
В 1941 году В-2 был модернизирован и получил название В-2-34. Во время войны разработаны и начали выпускаться В-2ИС (он же В-2-10), В-2-34М (он же В-34), В-2-44 (он же В-44) и В-11-ИС-3.
В 1945—1946 гг. под руководством Я. Вихмана в СКБ-75 (моторном КБ при ЧТЗ) была закончена доводка В-12, предназначавшегося для танка ИС-4. Примерно тогда же конструкция В-11-ИС-3 была переработана с целью уменьшения его высоты: изменились нижняя половина картера, водяной и масляный насосы и их приводы; кроме того, были разработаны новые поршни и облегчённые шатуны. В 1947 году новый дизель В-54 стал ставиться на Т-54, а впоследствии использовался и для модернизации техники времён ВОВ.
В 1946—1948 гг. на основе В-54 для САУ «объект 105» (в отличие от других двигателей семейства) на Уральском турбомоторном заводе был спроектирован дефорсированный 400-сильный мотор В-105, также известный как В-54-105 и А-105, у него были изменены привод вентилятора, выпускные и впускные коллекторы и прочие мелкие детали.
С 1949 по 1950 годы для другого тяжёлого танка, Т-10, разрабатывался 700-сильный мотор В-12-5 (А-5), в котором, в частности, использовался нагнетатель от АМ-42, некоторое новшества которого были использованы в 1950 году при модернизации двигателя до В-12М. В 1953 году заменой генератора с трёхкиловаттного на пятикиловаттный был создан двигатель В-12-5Б (А-5Б), пошедший в серию в 1956 году.
Более серьёзная модернизация прошла в 1954 году, когда был разработан В-12-6Б (А-6Б) с новым нагнетателем УНА-6, более компактным коленвалом, переработанной системой охлаждения цилиндров и обогреваемым картером, через три года пошедший в серию. Модификация с более мощным на 1,5 кВт генератором получила индекс В12-6В (А-6В) и была запущена в серийное производство на следующий год, необходимость этого была вызвана повышенным энергопотреблением новых стабилизаторов.
Помимо повышения характеристик серийной продукции ЧТЗ проводились и опытно-конструкторские работы, результатом которых стали эскизный проект 850-сильного В-7 в 1954 году и В12-7 (А-7) мощностью 1000 л. с. в 1956. Последний в 1959 году испытывался в тяжёлом танке Объект 770 и макете ракетного танка Объект 282. Тогда же из-за неполадок трансмиссии и ходовой провалил испытания опытный Т-10М (Объект 272) с 800-сильным двигателем В12-6Ф (А-6Ф). Наконец, в 1962—1963 годах проводились опыты с многотопливным В-12-6БМ.
В 1955 году был создан, в 1957 прошёл испытания и в 1958 пошёл в серию на ЧКЗ форсированный увеличением цикловой подачи ТНВД до 580 л. с. атмосферный мотор В-55 (А-155) для Т-55, в котором для улучшения работы зимой были введены отапливаемый картер и переключаемый по сезонам двухпозиционной муфтой привода ТНВД угол опережения подачи топлива, а также улучшены некоторые другие узлы. По воспоминаниям Л. Н. Карцева, при разработке предшественника Т-62 объекта 165 5-киловаттный генератор Г-5 не выдерживал перегрузок от нового стабилизатора для более тяжёлой и мощной пушки, а более мощные генераторы уже не влезали в МТО — из ситуации вышли принудительным воздушным охлаждением Г-5, благодаря которому он работал даже с двукратной перегрузкой. Модернизированный В-55В с генератором Г-6,5С, которому установили номинальную мощность 6,5 кВт, ставился на Т-62 с 1961 года, и вместе с оригинальным В-55 стал самым массовым советским двигателем этого класса 1960-х и 1970-х гг. Позднее на модификации В-55У, устанавливавшейся на те же танки при модернизации, мощность удалось поднять до 630 л. с. при помощи волнового инерционного наддува, достигнутого аналогично В-59У и В-84 путём разделения обоих впускных воздушных коллекторов внутренней перегородкой на две равные секции (по три цилиндра на каждую).
К начале 1960-х возможности форсирования безнаддувных двигателей семейства были исчерпаны, а наддувные В-12 не помещались в тесные МТО средних танков, из-за чего на перспективный средний танк Т-64 был поставлен харьковский 5ТД, поэтому челябинским и нижнетагильским конструкторам пришлось искать способ втиснуть ПЦН без увеличения длины. Выход нашёл Л. А. Вайсбурд: на новом В-26 (А-10) мощностью 700 л. с. для опытного среднего танка «Объект 167» нагнетатель Н-10 удалось разместить над носком на верхней половине картера, в результате чего габариты и посадочные места не изменились по сравнению с В-55 (аналогичный старый В-12-6Б для тяжёлых танков был на 15 см длиннее). Одновременно был разработан турбонаддувный В-27 (А-11) той же мощности, но большей длины. В серию они не пошли, но стали основой для позднейших конструкций.
На протяжении нескольких десятилетий после войны кроме вышеупомянутых дизелей семейство пополнилось танковыми двигателями В-45, В-46, В-58, В-59, В-84, В-85, В-88, В-90, В-92, В-92С2Ф (В-93) и их различными модификациями, как серийными, выпускавшимися в основном на ЧТЗ, так и опытными.
На базе двигателя В-2 во второй половине 1940-х — в начале 1950-х годов были созданы и освоены на Барнаултрансмаше облегчённые быстроходные дизели для различных отраслей народного хозяйства — сначала шестицилиндровые Д6, а потом и 12-цилиндровые Д12. Д12А-525 использовался на многоосных специальных колёсных шасси (СКШ) для ракетных комплексов, РЛС ПВО и пр., танковозах и аэродромных тягачах. Дефорсированный Д6 получил широкое распространение на речных судах.
Двигатель 3Д6 устанавливался на:
- буксирные катера проекта 1606 «Костромич» (как 3Д6, так и 3Д6Н)
- речные трамваи «Москвич»
- речные трамваи «Москва»
- буксиры БМ, БВ
- служебно-разъездные катера проектов 371 «Адмиралтеец» и 376 «Ярославец»

Двигатель 3Д12 устанавливался на:
- буксиры ЛС-56А,
- РТ проекта 911А и, позже, для отдельных речных бассейнов на суда проекта 911В[источник не указан 4609 дней]
- судно на воздушной подушке «Луч» (форсированный до 520 л. с.)

Модификация 1Д6 применялась на тепловозе ТГК2, дрезине ДГКУ (широкой колеи), а 1Д12-применялась на большегрузных автомобилях МАЗ-525 и МАЗ-530, тепловозах ТУ2, ТУ7 железных дорог узкой (750 мм) колеи, тепловозах ТГМ1, ТГМ23, ТГМ40 нормальной (1520 мм) колеи. Также применялся в ВС СССР и РФ как привод генератора переменного тока АД-100 (100 кВт), на аэродромном питающем агрегате АПА-50 – для привода авиационных генераторов. 
На тракторе ДЭТ-250 сначала стоял двигатель этого семейства В-748, позже В-30, В-31.
На гусеничном тягаче высокой проходимости АТ-Т, а также инженерных машинах, созданных на его шасси (МДК-2, БАТ-М, БТМ-3) устанавливались дизели А-401 и В-401. На самоходке СУ-100П и ранних военных гусеничных машинах, созданных на её базе, использовался дефорсированный двигатель В-54-105 мощностью 400 л. с. (см. выше), а на более поздних машинах (САУ 2С3, 2С4, 2С5, гусеничный минный заградитель ГМЗ-3) — В-59У с инерционным наддувом мощностью 520 л. с., относящийся к дизелям типа В-46. На СКШ МАЗ-547 (7916) для стратегических ракетных комплексов «Темп-2С» использовался мотор В-38 с турбонаддувом мощностью 650 л. с., а на его потомке МАЗ-7917 («Тополь») — аналогичный В-58-7 (А-38-7) с улучшенными системами комбинированной смазки, охлаждения и предпускового подогрева мощностью 710 л. с.
На базе двигателей семейства В-2 в конце 1950-х — начале 1960-х годов на «Барнаултрансмаше» под руководством главного конструктора Б. Г. Егорова было создано новое поколение танковых двигателей — УТД (универсальный танковый дизель). При этом была сохранена в основном технологическая преемственность с производством двигателей В-2 (Д-12). В частности такие важные показатели, как расстояние между осями цилиндров (175 мм) и диаметр цилиндров (150 мм) одинаков с В-2. Первым в серию в 1965 году запущен шестицилиндровый УТД-20 с уменьшенной (в сравнении с В-2) высотой за счёт увеличенного до 120° угла развала цилиндров и размерности 15/15 мощностью 300 л. с. для БМП-1 и БМП-2. Вариант для БМД-1 и БМД-2 мощностью 240 л. с. при более низких оборотах получил обозначение Д-20. Для БМП-3 в конце 1980-х годов был разработан десятицилиндровый УТД-29.
Наследником В-2 также является новое поколение X-образных четырёхтактных танковых дизелей производства ЧТЗ семейства 2В размерности 15/16. Первенцем этого семейства в серии стал шестицилиндровый (половинка от Х-12) «боксёр» 2В-06 для БМД-3 и БТР-90.
По состоянию на 2012 год дизели Д6, Д12, Д20 продолжают производиться на ОАО «Барнаултрансмаш», а дизели В-31, В-46, В-58, В-59, В-84, В-92С2Ф на ЧТЗ.

## Оценка проекта
Разработанный в основе своей в 1930-х годах дизель В-2 и его последующие модернизации даже по состоянию на начало XXI века характеризуются высокими удельными параметрами, их удельная масса составляет всего 1,9 кг/л. с.(для В-2), а удельный расход топлива — 160—175 г/л. с.·ч. Недостатки же обусловлены главным образом технологическими и иного характера ограничениями, имевшимися на момент разработки двигателя и его постановки в производство, в частности:
- неэффективная работа маслосъёмных колец устаревшей неразборной скребковой конструкции, ведущая к большому расходу масла на угар — 20 г/л. с.·ч;
- унаследованная от авиационного проекта схема четырёх клапанов на цилиндр, в принципе не нужная при меньшей мощности;
- сложная схема приводов распределительных валов, содержащая большое количество механических передач (в 1930-х гг. ещё не существовало приводных цепей, способных работать на высоких скоростях), ведущая к повышенному уровню шума, низкому их ресурсу, сложности в обслуживании;[источник не указан 4619 дней]
- сложный сборный коленвал, стоимость которого составляет около 30 % от всего двигателя (в 1930-х годах ещё не существовало способов объёмной штамповки столь крупных деталей);
- неэффективная система электростартерного пуска — низкий КПД стартёра СТ-712, неоптимальное передаточное число;
- конический профиль литого поршня, не позволяющий сокращать зазор между ним и гильзой цилиндра менее 0,5 мм;
- высокая скорость роста давления на поршневую группу (так называемая жёсткость работы двигателя), ведущая к уменьшению общего ресурса. Причина этого в не совсем эффективном смесеобразовании, которое обусловлено в большой мере выбранной формой камеры сгорания, количеством сопловых отверстий и некоторыми другими деталями[27];
- отсутствие совместной балансировки коленчатого вала и маховика, не позволяющее существенно увеличить ресурс.

Наконец, сборка и настройка двигателя с использованием малоквалифицированной рабочей силы приводила к браку в производстве, в особенности в военное время. Из-за отсутствия качественной регулировки клапанов, сложной многошестерневой конструкцией передачи с маховика на ГРМ, весьма частым происшествием становилась встреча клапанов с поршнями. Двигатели первых выпусков не всегда могли наработать нормативные 50 моточасов даже в стендовых условиях. При этом конструкция, при всей своей сложности, всё же обеспечивала высокую ремонтопригодность, вплоть до переборки мотора в полевых условиях.
Тем не менее, за долгие годы серийного выпуска дизелей В-2, Д12 и Д6 их конструкция, несмотря на появление новых материалов и технических решений, позволяющих сравнительно легко устранить указанные недостатки, практически не претерпела изменений. Моторесурс модификаций 1980-х гг. достиг почти 1000 моточасов, но к тому времени аналогичные даже советские грузовые дизели (например, семейства ЯМЗ-240) превосходили этот результат на порядок.